# Joe Biggs
Joseph Randall Biggs (nascido em 1983 – 1984 ), é um cidadão americano, que é um criminoso condenado, e figura importante do grupo de extrema direita Proud Boys, uma organização neofacista exclusivamente masculina que se envolve em violência política. Em março de 2021, um grande júri federal indiciou Biggs por conspiração em conexão com o ataque de 2021 ao Capitólio dos Estados Unidos . Ele foi posteriormente indiciado por acusações de conspiração sediciosa em junho de 2022, junto com outros quatro líderes do Proud Boy, por seu papel naquele ataque. Em maio de 2023, um júri considerou Biggs e três outros membros dos Proud Boys culpados de conspiração sediciosa. Biggs foi condenado a 17 anos de prisão em 31 de agosto de 2023. A sentença de Biggs foi uma das penas mais duras emitidas até agora em mais de 1.100 casos criminais decorrentes do ataque ao Capitólio e um dos poucos que foram legalmente rotulados como um ato de terrorismo. Foram pouco mais da metade dos 33 anos que o governo havia solicitado e pouco menos do mandato de 18 anos concedido em maio a Stewart Rhodes, líder de outro grupo de extrema direita, a milícia Oath Keepers, que também foi considerada culpada de sedição. .

## Carreira
Biggs se descreveu como um veterano do Exército dos Estados Unidos que foi nascido e criado em Charlotte (Carolina do Norte)

### Ativismo e radiodifusão
Biggs era uma personalidade online da Extrema-direita. Ele foi também uma figura importante e organizador dos Proud Boys, um grupo extremista com ideias de nacionalismo, neofascismo, e autoproclamados "chauvinistas ocidentais".
De pelo menos 2012 até 2016, Biggs postava conteúdo patriótico, voltada para a família, e lotado de ciência no Twitter. Em 2017, a Media Matters for America relatou que Biggs vem feito comentários nas redes sociais encorajando o "estupro em encontros e violência sexual". Ele também defendeu o uso de Clorofórmio e Rohypnol para ter sexo não consensual com mulheres. De acordo com os redatores da equipe, ele ameaçou uma ex-parceira com pornografia de vingança e também encorajou a Violência contra pessoas trans. Biggs também anunciou uma declaração para Raw Story descrevendo os seus problemas pessoais depois da sua reforma do exército: "Eu me tornei bastante depressivo e me refugiei no uso de álcool e no abuso excessivo de analgésicos que me foram receitados quando ainda estava de serviço. Biggs disse que era suicida na época e "decidiu buscar por ajuda", admitindo que "eu diria coisas imorais no Twitter na esperança de que alguém chocado dissesse 'Ei, o que diabos está de errado contigo?'"
Em janeiro de 2017, Biggs anunciou que iria participar de um programa piloto da Right Side Broadcasting Network (RSBN), um canal online pró-Trump. O programa seria dedicado à conteúdo de armas e à Segunda Emenda, e o episódio piloto tinha sido postado online. O programa de TV online não chegou a ser produzido após o piloto, depois do relatório sobre o histórico de comentários pró-violência de Biggs nas redes sociais. O CEO da RSBN, Joe Seales, informou à Media Matters que Biggs “nunca trabalhou para ou conosco. Nós colaboramos na ideia de um episódio piloto para o show, que o incluía, mas não chegou a acontecer."
Biggs era um organizador para os Proud Boys e um membro de staff da InfoWars, onde ele foi uma personalidade diante das câmeras. Biggs também já apresentou um show na Censored Tv, que também já foi removido do website. A sua conta do Twitter foi suspensa apôs postar comentários ameaçadores sobre Antifa, dizendo "Nós os caçamos. Descubram suas informações. Exponha-los. Lhes ponham com medo de ficar em público" ."
Biggs trabalhou também como um apresentador de rádio . Ele organizou a reunião End Domestic Terrorism em Portland, Oregon, em agosto de 2019. Antes do comício, Biggs vinha postando memes sobre esquadrões da morte assassinando os esquerdistas, proclamando “Morte à Antifa!”, e também sugeriu que uma arma com espinhos “teria um bom uso”, antes de sua conta no Twitter ser suspensa Em 2019, Biggs defendeu leis que proibissem os manifestantes de usar máscaras.
No dia 12 de Dezembro, 2020. Biggs estava presente no grupo dos Proud Boys e ativistas da extrema-direita que atacaram Igreja Metodista Episcopal Africana Metropolitana em Washington, D.C.
O advogado de Biggs, J. Daniel Hull, deu a conhecer num arquivo judicial que Biggs já agiu como informante do FBI em 2019 e 2020, relatando sobre locais planejados e rotas para comícios dos Proud Boys, bem como as atividades da Antifa que ele observou.

### Participação no ataque ao Capitólio de 2021

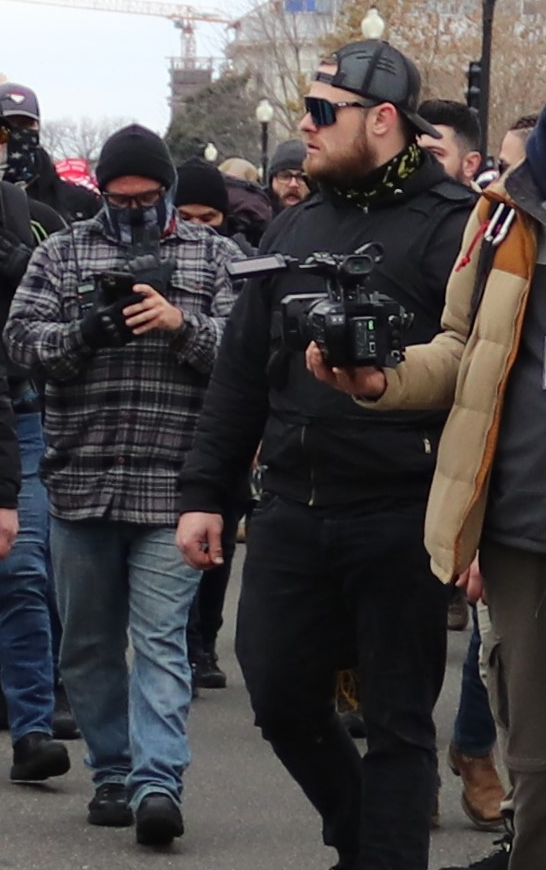
Joe Biggs e Ethan Nordean marchando em direção ao Capitólio

Nas semanas anteriores do Ataque ao Capitólio dos Estados Unidos em 2021, Biggs junto de outros líderes dos Proud Boys postaram no Parler, conclamando os seus seguidores para se vestirem á "incógnito" no dia 6 de Janeiro, esperando se passarem por antifa. "Vamos cheirar como vocês, andar como vocês, e se parecer como vocês. A única coisa que faremos sobre nós é pensar como nós!", ele escreveu, e "o 6º de Janeiro vai ser épico".
Em 6 de janeiro, o líder de Biggs e Proud Boys , Ethan Nordean, liderou uma multidão de membros e apoiadores dos Proud Boys, enquanto marchavam perto do Capitólio. Biggs usou um walkie-talkie para dar instruções, enquanto Nordean usou um megafone para se comunicar com a multidão. Um streamer do Proud Boys descreveu a dupla como "Dois homens em uma missão, com cerca de 500 atrás deles prontos para chutar alguns traseiros em benefício deste país". Ao lado de Nordean e outros Proud Boys, Biggs entrou no Capitólio, onde foi visto em várias gravações de vídeo e fotografias; em um vídeo, alguém chama o nome de Biggs e em resposta ele diz: “Isso é incrível!”
Em 2021, Biggs foi preso sob acusações ocorridas na sua participação no cerco ao Capitólio. Três outros líderes dos Proud Boys, incluindo o Nordean, também foram acusados. As acusações contra Biggs são "conspiração,     Obstrução de processo oficial, obstrução da aplicação da lei durante a desordem civil, destruição de propriedade governamental, entrada e permanência em prédio restrito e conduta desordeira em prédio restrito. Na acusação de Março, 2021, procuradores federais acusaram no requisitório com a participação no planejamento, preparação, e realização da insurreição, incluindo também a angariação de fundos da viagem dos Proud Boys para Washington; Aquisição de suplementos e equipamentos táticos e paramilitares; e uso de aplicativos de rádio e mensagens criptografadas para a coordenação do cerco ao capitólio. A acusação diz que os quatro líderes dos Proud Boys estiveram entre os primeiros a invadir à força as linhas policiais e entrar no Capitólio, lado a lado dos Oath Keepers .
Biggs recebeu inicialmente liberdade provisória sob condição de confinamento domiciliar, mas sua fiança (junto com a fiança de Nordean) foi rescindida apôs que acusações mais sérias foram emitidas contra eles e como também novas evidências surgiram sobre seu papel de liderança na armação do ataque ao Capitólio dos EUA. Ao ordenar a revogação da fiança, o juiz Timothy J. Kelly disse: “Os réus são acusados de tentar roubar uma das joias da coroa do nosso país, de certo modo, por interferir na transferência pacífica de poder. Não é exagero falar que o a governação de lei e... no final, a existência da nossa república constitucional está ameaçada por isto." Biggs está preso na Cadeia do Condado de Seminole junto com alguns outros detentos federais em prisão preventiva .

## Julgamento civil
Em Junho, 2023, o Juiz do Tribunal Superior do Distrito de Columbia Neal E. Kravitz impôs penalidades civis de mais de $1 milhão de dólares contra Biggs e três outros, sendo Enrique Tarrio, Jeremy Bertino e John Turano em conexão com o ataque na Igreja Metodista Episcopal Africana Metropolitana. Kravitz disse que os quatro homens tomaram uma "conduta odiosa e abertamente racista".

## Vida pessoal
Antes da seu encarceramento, a casa de Biggs era em Condado de Volusia, Flórida, em uma Àrea não encorporada perto de Ormond Beach, Flórida.